# Heumaden (Moosbach)

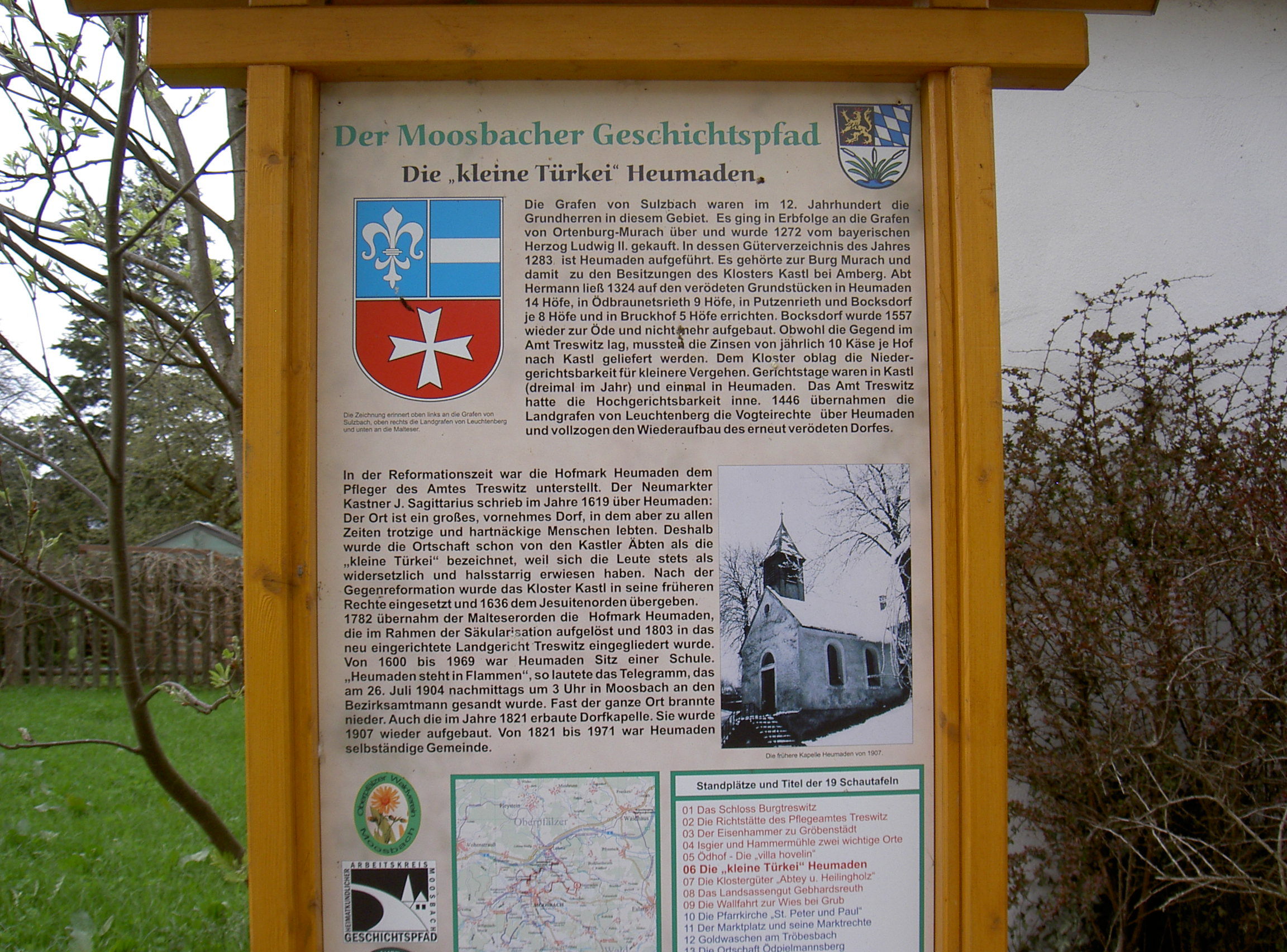
Heumaden Informationstafel

Heumaden ist ein Gemeindeteil des Marktes Moosbach im Oberpfälzer Landkreis Neustadt an der Waldnaab, Bayern.

## Geographische Lage
Das Dorf Heumaden liegt auf einer Hochfläche etwa 3,5 km östlich von Moosbach.

## Geschichte
Zum Stichtag 23. März 1913 (Osterfest) wurde Heumaden als Teil der Pfarrei Moosbach mit 45 Häusern und 368 Einwohnern aufgeführt.
1978 wurde in Heumaden eine dem heiligen Leonhard geweihte Kapelle erbaut.
Am 31. Dezember 1990 hatte Heumaden 109 Einwohner und gehörte zur Pfarrei Moosbach.